# Hicetia goeldiana
Hicetia goeldiana är en bönsyrseart som beskrevs av Henri Saussure och Leo Zehntner 1894. Hicetia goeldiana ingår i släktet Hicetia och familjen Mantidae. Inga underarter finns listade i Catalogue of Life.